# New York City (groupe)
Pour les articles homonymes, voir New York City (homonymie).
New York City est un groupe vocal américain de soul. Il s'est formé en 1972 sous le nom de « Triboro Exchange », et les membres du groupe ont acquis de l'expérience en chantant dans d'autres ensembles vocaux et doo-wop. Comme le nom du groupe l'indique, les membres sont originaires de la ville de New York.
Le groupe est notamment connu pour la chanson I'm Doin' Fine Now.

## Histoire
Le groupe s'est formé en 1972 à New York sous le nom de « Triboro Exchange », faisant référence au pont Triborough (aujourd'hui appelé le pont Robert F. Kennedy), et sort le premier single Seven Lonely Nights sur le label Buddah Records la même année. Les membres du groupe sont Tim McQueen, Eddie Schell, John Brown — qui a précédemment chanté et travaillé avec les Five Satins, The Cadillacs et The Moonglows — et Claude Johnson (ancien chanteur du groupe The Genies et du duo Don & Juan),,.
Ils adoptent rapidement le nom de « New York City » et sous la direction des producteurs de disques Wes Farrell et Thom Bell, le groupe sort ensuite deux albums et plusieurs singles, le plus important étant la chanson I'm Doin' Fine Now de 1973, qui atteint la 17e place aux États-Unis. Ils font une tournée la même année avec The Big Apple Band (dont les membres Nile Rodgers et Bernard Edwards formeront plus tard le groupe Chic) comme groupe d'accompagnement.
Après deux albums sortis en 1973 et 1974 respectivement, le groupe se sépare.

## Membres
- Tim McQueen – chanteur
- John Brown – chœurs
- Claude Johnson – chœurs
- Eddie Schell – chœurs

## Discographie

### Albums studio
| 1973                                           | I'm Doin' Fine Now | 122 | 35 |
| 1974                                           | Soulful Road       | —   | 50 |
| « — » indique que l'album ne s'est pas classé. |                    |     |    |

### Compilations
- The Best of New York City (1976)

### Singles
| 1972                                                              | Seven Lonely Nights            | —   | —  | — | —  | —  | —  |
| 1973                                                              | I'm Doin' Fine Now             | 17  | 14 | 8 | 95 | 26 | 20 |
| 1973                                                              | Make Me Twice the Man          | 93  | 44 | — | —  | —  | —  |
| 1973                                                              | Quick, Fast, in a Hurry        | 79  | 19 | — | —  | 99 | —  |
| 1974                                                              | Happiness Is                   | —   | 20 | — | —  | —  | —  |
| 1974                                                              | Love Is What You Make It       | 104 | 41 | — | —  | —  | —  |
| 1975                                                              | Got to Get You Back in My Life | 105 | 76 | — | —  | —  | —  |
| 1975                                                              | Take My Hand                   | —   | —  | — | —  | —  | —  |
| « — » indique que l'album ne s'est pas classé ou n'est pas sorti. |                                |     |    |   |    |    |    |